# 高志街

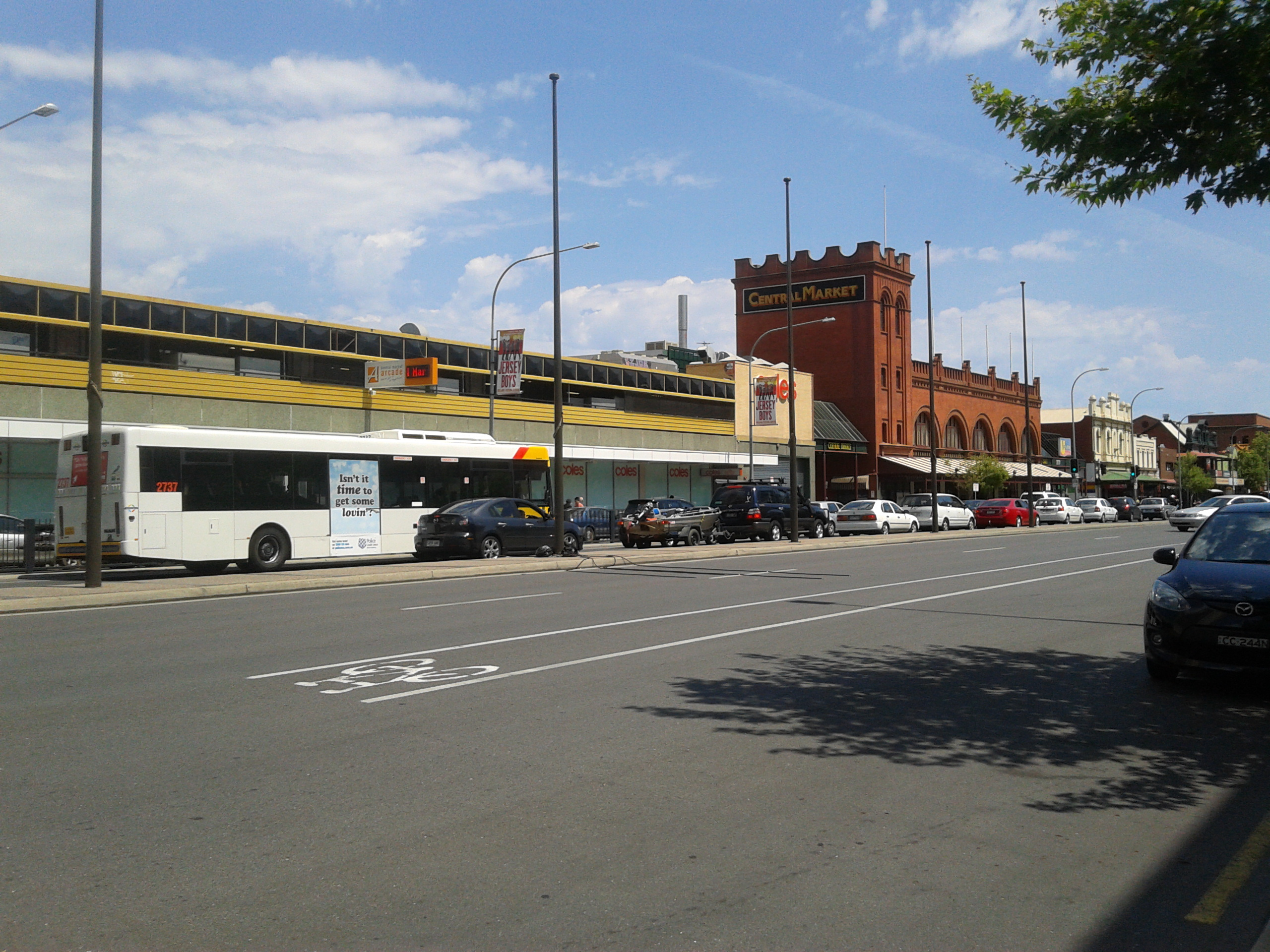
高志街望向中央街市

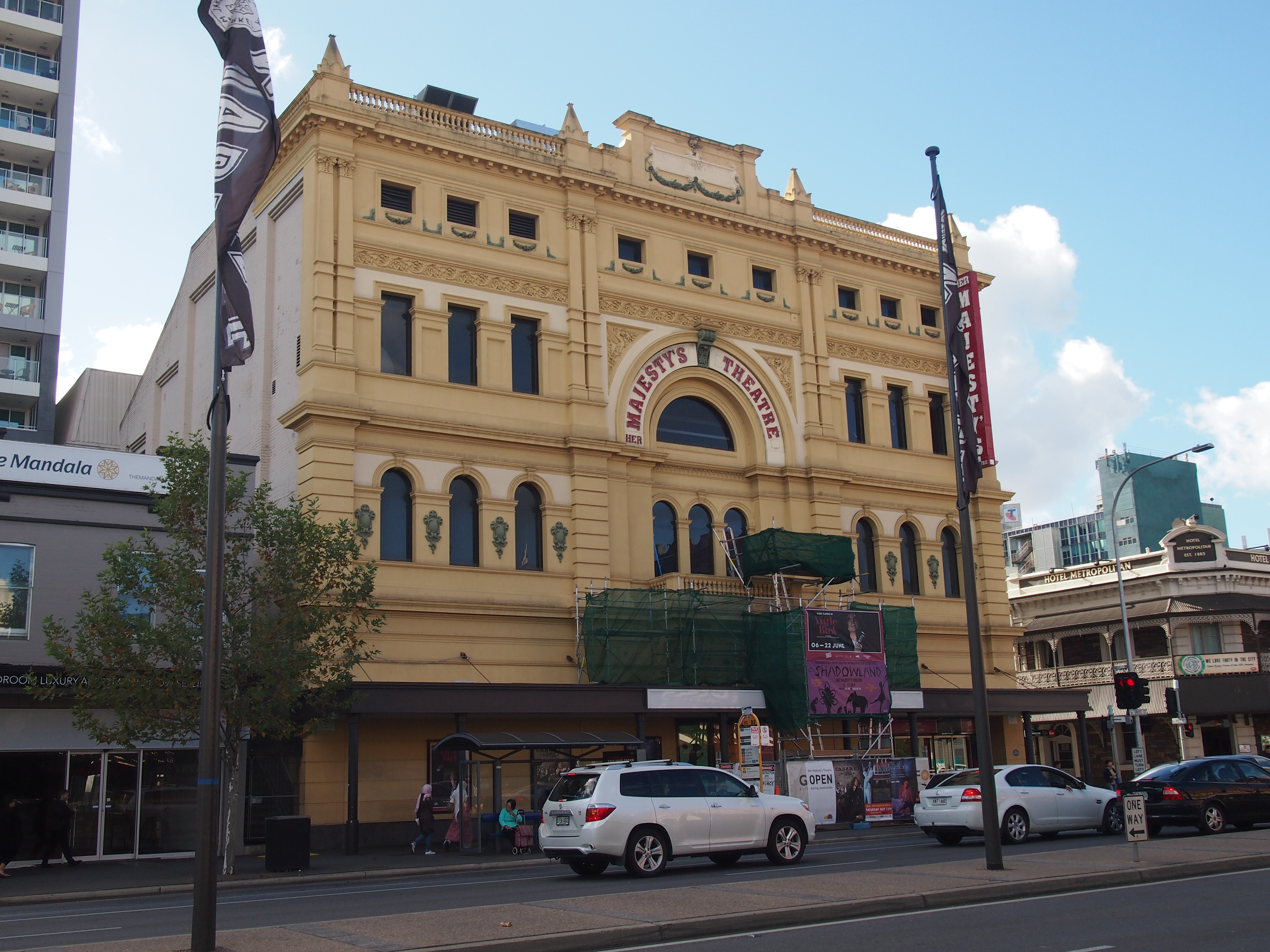
位於高志街的皇后劇院

高志街（英語：Grote Street）是南澳州阿德萊德市中心一條主要街道。道路呈東西走向，東接維多利亞廣場通往域菲街，西接西邊臺通往布萊德曼路，為市中心通往阿德萊德機場主要取道之一。
該街名稱取自英國歷史學家高志（George Grote）。
高志街地標包括聖帕特里克教堂、皇后劇院、阿德萊德唐人街、中央街市，而其他大部分為零售商舖，阿德萊德巴士總站入口亦設於此。不少澳洲華人及韓裔澳洲人在高志街經營餐館等商舖。
阿德萊德市政局在唐人街豎立印有「唐人街」字樣之牌坊，該牌坊由中華人民共和國捐贈。